# Девід Крейн (продюсер)
Де́від Крейн (англ. David Crane; нар. 13 серпня 1957) – американський сценарист та продюсер, один з засновників телесеріалу Друзі, у парі зі своєю давньою подругою Мартою Кауффман.

## Життя та кар'єра
Крейн народився у Філадельфії, у єврейській сім'ї новинаря-ветерана Джина Крейна та його першої дружини.
Разом зі своїм партнером, Джефрі Кларіком (також продюсером Скаженію від тебе), створили ситком Клас.
У 2011 році Крейн та Кларік започаткували серіал Епізоди для компанії BBC, в якому зіграли зірка Друзів Метт Леблан та зірки Зелених Крил Стівен Манган і Темзін Ґреґ.

## Особисте життя
Девід Крейн відкритий гей. Його чоловіком є продюсер та сценарист Джефрі Кларік, вони разом понад тридцять років.

## Обране
- Серії, 2011 (сценарист, продюсер)
- Клас, 2006 (засновник, сценарист та виконавчий продюсер)
- Джесс, 1998 (виконавчий продюсер)
- Комора Вероніки, 1997 (засновник, виконавчий продюсер)
- Друзі, 1994 (засновник, сценарист та виконавчий продюсер)
- Мрій далі, 1990 (сценарист, продюсер)